# Gennaios Kolokotronis
Gennaios Kolokotronis (Zante, 1803 – Atene, 3 giugno 1868) è stato un patriota e politico greco.
Fu Primo ministro della Grecia dal 7 giugno al 31 ottobre 1862, ultimo capo di governo sotto il regno di Ottone I di Grecia.

## Biografia
Nato nel 1803 nell'isola di Zante, una delle isole Ionie, allora sotto mandato britannico, era figlio di Theodoros Kolokotronis, allora corsaro e capo di una banda di clefti (partigiani greci che lottavano contro i turchi) operante in Arcadia. Portato dal padre nel villaggio di Stemnitsa (l'odierno centro di Trikolonoi, nel Peloponneso), fu battezzato nella chiesa locale con il nome di Ioannis Kolokotronis. Fin da giovanissimo, entrò nella banda partigiana del padre, compiendo scorrerie e azioni di disturbo contro le truppe turche, combattendo poi valorosamente ai suoi ordini nella Grecia centrale, allo scoppio, il 25 marzo 1821, della guerra d'indipendenza greca, tanto da meritarsi il soprannome di Gennaios, ossia "coraggioso". Quando la Grecia divenne, nel 1832, un regno indipendente sotto lo scettro di Ottone di Baviera, Gennaios Kolokotronis fu nominato dal nuovo sovrano suo aiutante di campo. Il 7 giugno 1862, sconfitto il governo di Athanasios Miaoulīs alle elezioni politiche, Gennaios Kolokotronis fu scelto dal monarca come nuovo Primo ministro. Sotto il suo governo fu organizzato, il 10 ottobre 1862, il colpo di Stato militare che depose dal trono re Ottone, preparando l'avvento al potere del principe danese Guglielmo di Schleswig-Holstein-Sonderburg-Glücksburg, salito al trono con il nome di Giorgio I di Grecia. Dimessosi il 31 ottobre successivo, gli succedette Dimitrios Voulgaris come capo del governo provvisorio. Kolokotronis morì infine ad Atene il 3 giugno 1868, a 65 anni.